# Rhode Island Greening
La pomme Rhode Island Greening est le fruit d'un cultivar de pommier domestique.

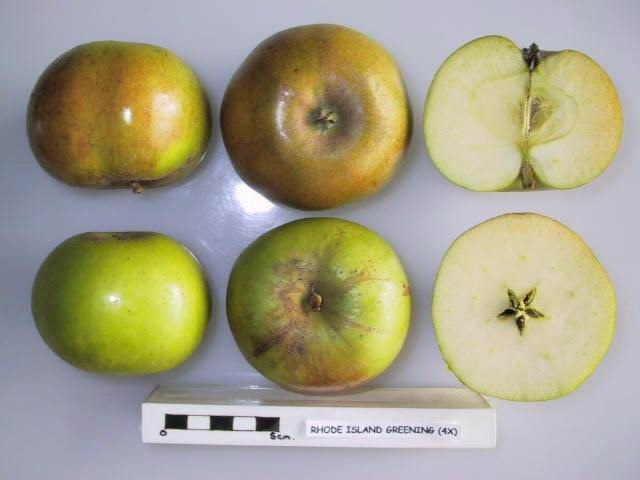
Pommes de la variété.

## Synonymes
- Burlington,
- Ganges,
- Green Winter Pippin.

## Origine

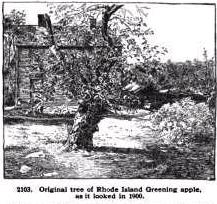
L'arbre mère.

La variété provient de  Green's End, Newport, Rhode Island, aux États-Unis d'Amérique. Elle aurait été obtenue en 1650,

## Description du fruit
- Usage : pomme d'hiver pour tartes, ... la meilleure des pommes à cuire, pomme à couteau après murissement au fruitier.
- Couleur de peau : verte, jaunissant un peu à la maturité.

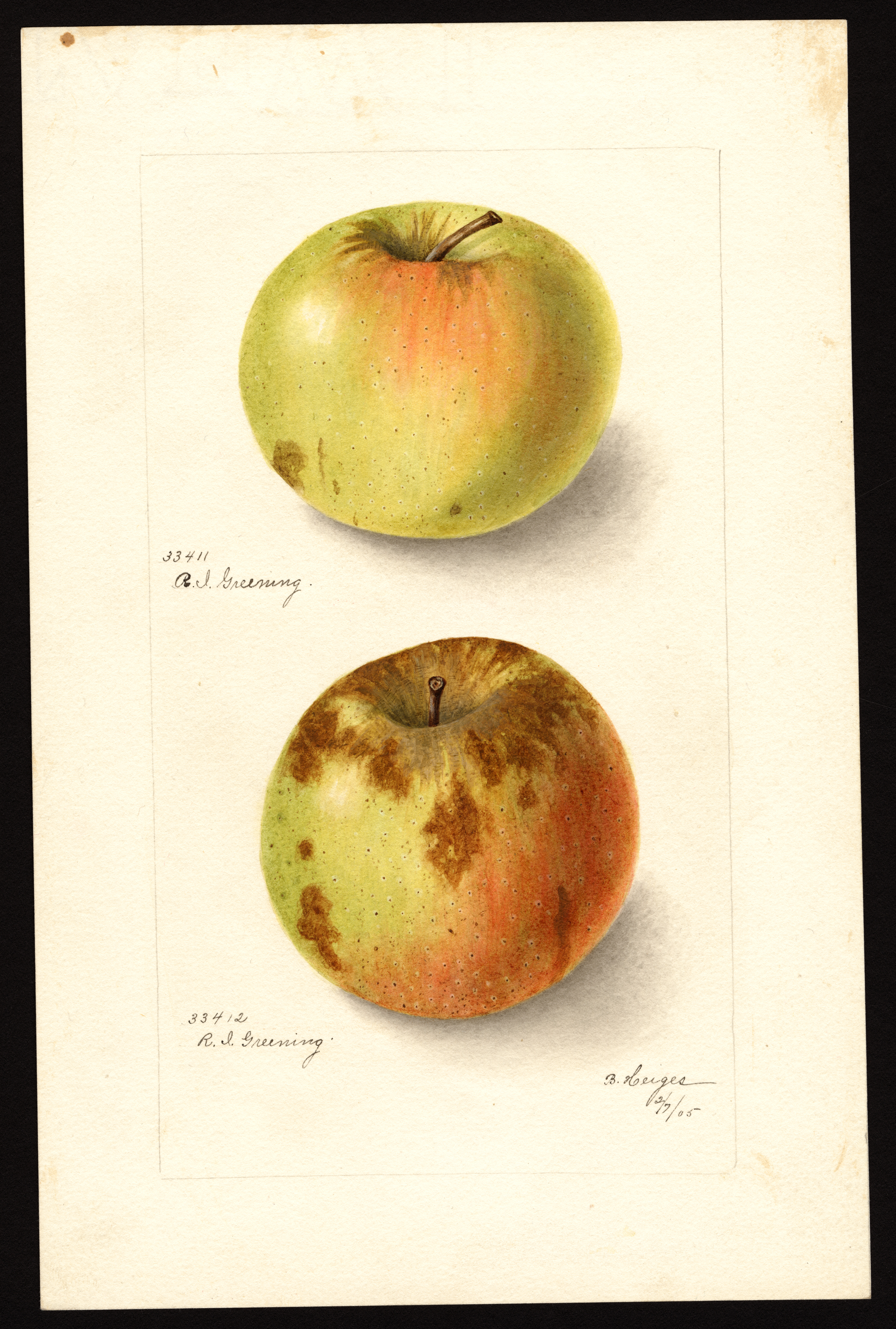
Fruits "tavelés".

- Forme : sphérique.
- Chair : couleur crème, juteuse.

## Fleur
- Parfumée.

## Pollinisation
Variété triploïde, autostérile; une difficulté pour une utilisation dans un petit jardin.
- Groupe de floraison: D, 1 jour après Golden Delicious

## Maladies
Susceptibilité moyenne aux maladies.
- Tavelure: ???
- Mildiou : ???
- Feu bactérien: ???
- Rouille: ???
- Pucerons: ???

## Culture
- Vigueur du cultivar : forte[1].
- Porte-greffe : M9, Bud.9 ou Geneva 19 pour un basse-tige de 2,50 m
- Conservation:  jusque février